# برايان دوسن
برايان دوسن (بالإنجليزية: Brian Dawson)‏ هو عالم موسيقى بريطاني، ولد في 16 أغسطس 1939، وتوفي في 22 نوفمبر 2013 في Scunthorpe General Hospital ‏ في المملكة المتحدة بسبب نوبة قلبية.

## وصلات خارجية
- برايان داوسون على موقع ميوزك برينز (الإنجليزية)